# Уфімська ТЕЦ-1
Уфімська ТЕЦ-1 — теплова електростанція у Башкортостані.
Будівництво станції почалось у комплексі з Уфимським нафтопереробним заводом і влітку 1938-го тут була запущена перша парова турбіна потужністю 4 МВт. Також є відомості, що загальна потужність перших двох турбін становила 10 МВт. Крім них майданчик доповнили:
- введеною у 1941-му турбіною типу ПР-10-29/12/1,3 потужністю 10 МВт (станційний номер 3);
- запущеною в 1943-му турбіною ПР-15-29/12/1,3 потужністю 15 МВт (номер 4);
- введеною в 1974-му турбіною типу ПР-9-90/15/7 м потужністю 9 МВт (номер 5);
- запущеними в 1968 та 1969 роках двома турбінами виробництва Уральського турбінного заводу типу ПР-25-90/10/0,9 потужністю по 25 МВт (номери 6 та 7).

Роботу турбін забезпечували численні парові котли, перші два з яких продуктивністю по 25 тонн пари на годину були запущені разом з першою турбіною. Відомо, що серед змонтованого надалі на майданчику обладнання були:
- три котли типу Е-115-32ГМ продуктивністю по 115 тонн пари на годину зі станційними номерами № 6 (введений в 1941 році), № 7 (1943) та № 8;
- котел № 10 типу ТП-200-32 ГМ продуктивністю 200 тонн пари;
- чотири запущені в 1968 (три) та 1994 роках котла типу Е-160-100ГМ продуктивністю по 160 тонн пари на годину з номерами № 11, № 12, № 13 та № 14.

Для збільшення теплової потужності ТЕЦ в 1965-му доповнили чотирма водогрійними котлами типу  ПТВМ-50 продуктивністю по 50 Гкал/год.
З плином часу застаріле обладнання виводили з експлуатації — в 2009-му турбіни № 1 та № 2 (на той час вони вже чотири роки знаходились на консервації), в 2010-му турбіну № 4, в 2011-му турбіну № 3. Також відомо, що в 2010-му вивели котли № 8 і № 10.
У 2011-му запустили газотурбінну установку на базі авіаційного двигуна виробництва Пермського моторного заводу типу ПС-90 потужністю 19 МВт, відпрацьовані якою гази живили котел-утилізатор продуктивністю 25 Гкал/год. Ця установка завершила роботу в 2021 році.
Первісно станція використовувала вугілля, а з 1950-х була переведена на природний газ, який подали по газопроводах Туймази — Уфа та Ішимбай – Уфа.
Видача продукції відбувається по ЛЕП, що працюють під напругою 110 кВ, 35 кВ та 6 кВ.